# Yacine Benabid
Pour les articles homonymes, voir Benabid.
Yacine Benabid, né en 1958, à Maoklane, dans la wilaya de Sétif en Algérie, est un chercheur et maître de conférences en littérature, spécialiste de la poésie soufie en particulier et du soufisme en général.

## Biographie
Yacine Benabid obtient son doctorat en littérature à l'Inalco et à la Sorbonne. Il se spécialise en composition littéro-mystique. Il exerce omme chef de département de traduction[réf. nécessaire], ensuite comme vice-doyen de la faculté des lettres et des langues à l'université de Sétif.
Il enseigne les courants de pensée à l'université Sétif 2 de Sétif.